# Columbia University Press
Die Columbia University Press ist ein Universitätsverlag in New York City. Er wurde 1893 gegründet und ist damit der viertälteste der Vereinigten Staaten.
Das Verlagsprogramm mit über 160 neuen Büchern pro Jahr umfasst die Bereiche Geistes- und Naturwissenschaften. Der Verlag vertreibt u. a. das Universallexikon Columbia Encyclopedia und Bücher der US-Präsidenten Woodrow Wilson und William Howard Taft. Ab den 1940er Jahren wurden der Granger’s Index to Poetry und The Columbia Gazetteer of the World publiziert, aber auch die Papers of Alexander Hamilton und weitere mehrbändige Werke. Er stellte als einer der ersten Universitätsverlage in den USA auf ein digitales Angebot um. Zahlreiche Auszeichnungen wurden den Büchern des Verlages zuteil.
Gelegentlich wird das ohnehin weitgespannte inhaltliche Verlagsprogramm durch Erwerbung zuvor eigenständiger Verlage erweitert, so 2011 durch den Kauf des britischen Verlags Wallflower Press, inklusive 170 Backlistiteln. Der Wallflower Verlag bleibt auch als Imprint spezialisiert auf akademische Publikationen zum Bereich Kino und Video-Kunst.

## Belege
1. ↑  About, Columbia Scholarship Online, abgerufen am 12. Januar 2019.
2. ↑  Prize Winners, abgerufen am 12. Januar 2019.
3. ↑  Columbia University Press Acquires Wallflower Press, Publishers Weekly vom 14. Juni 2011, abgerufen am 12. Januar 2019.